# Transméthylation
 (mars 2023).
Si vous disposez d'ouvrages ou d'articles de référence ou si vous connaissez des sites web de qualité traitant du thème abordé ici, merci de compléter l'article en donnant les références utiles à sa vérifiabilité et en les liant à la section « Notes et références ».
La transméthylation est une réaction biologique importante de chimie organique dans laquelle un groupe méthyle est transféré d'un composé à l'autre.
Un exemple de transméthylation est la récupération de la méthionine à partir de l'homocystéine. Afin de maintenir des taux de réaction suffisants au cours du stress métabolique[pas clair], cette réaction nécessite des niveaux adéquats de vitamine B12 et d'acide folique. L'acide 5-méthyltétrahydrofolique délivre des groupes méthyle pour former la forme active de la vitamine méthyle B12 qui est nécessaire pour la méthylation de l'homocystéine. 